# کایو ریبریو
کایو ریبریو (به پرتغالی: Caio Ribeiro Decoussau) مهاجم اهل برزیل است که در شهر سائوپائولو و در تاریخ ۱۶ اوت ۱۹۷۵ به دنیا آمده‌است.
کایو ریبریو در تیم‌های فوتبال سائوپائولو سابقهٔ حضور دارد.